# Hélène Frankowska
Hélène Frankowska, hay Halina Frankowska là nhà toán học Ba Lan được biết đến với công trình nghiên cứu về lý thuyết điều khiển tự động (một nhánh liên ngành của kỹ thuật và toán học, liên quan đến hành vi của các hệ thống động lực) và phân tích đa trị (set-valued analysis). Bà là giám đốc nghiên cứu của Trung tâm Nghiên cứu Khoa học Quốc gia Pháp, và làm việc tại Viện Toán học Jussieu thuộc Đại học Pierre và Marie Curie.

## Sự nghiệp giáo dục
Frankowska tốt nghiệp khoa Toán, Tin học và Cơ học năm 1979 tại Đại học Warszawa. Sau một năm học tại Trường Quốc tế Nghiên cứu Cao cấp ở Trieste, Ý, bà hoàn thành chương trình và nhận bằng tiến sĩ vào năm 1983 và bằng Habilitation à diriger les recherches về Toán học (một loại bằng chứng nhận đủ năng lực, tư cách để hướng dẫn và nghiên cứu) vào năm 1984 tại Đại học Paris Dauphine. Luận án của bà do Czesław Olech và Jean-Pierre Aubin hướng dẫn mang tên: Nonsmooth Analysis and its Applications to Viability and Control.

## Đóng góp và ghi nhận
Frankowska viết sách Set-Valued Analysis (tạm dịch: Phân tích đa trị) (Birkhäuser, 1990, tái bản 2009). 
Bà là diễn giả tại Đại hội Toán học Quốc tế năm 2010, trong phần về lý thuyết điều khiển và tối ưu hóa.